# Li Na
Li Na (n. 26 februarie 1982, Wuhan, Republica Populară Chineză) este o jucătoare profesionistă de tenis din Asia,fost număr 2 în Clasament WTA. Pe parcursul carierei sale a câștigat 9 titluri WTA la simplu, inclusiv 2 de Grand Slam în 2011 la Turneul de tenis de la Roland Garros și în 2014 la Australian Open. După ce a câștigat aceste 2 turnee de Grand Slam Li a devenit singura jucătoare din istoria Asiei care câștigă un turneu major. Înainte de aceste turnee a mai atins 2 finale la Australian Open în 2011 și 2013.

## Viața personală
Ea s-a născut pe 26 februarie 1982,Wuhan,China.Mama ei este Li Yanping (李豔萍) iar tatăl ei, Li Shengpeng (李盛鵬), care  a fost un profesionist de badminton jucător și mai târziu a lucrat ca un reprezentant de vânzări pentru o companie Wuhan.Tatăl ei a murit de o boală cardiovasculară când ea avea 14 ani dar mama ei nu i-a zis nimic timp de câteva săptămâni pentru a nu-i afecta jocul.
La vârsta de 6 ani l-a urmat pe tatăl ei în badminton însă pe la 8 ani a fost convinsă de antrenorul Xia Xiyao al clubului de tenis de tineret din Wuhan să practice acest sport.
Ea a devenit jucătoare profesionistă de tenis în 1999.La sfârșitul anului 2002, Li a părăsit echipa națională de tenis pentru a studia part-time la Huazhong Universitatea de Știință și Tehnologie (HUST),unde și-a obținut și licența în jurnalism.
Pe 27 ianuarie 2006 s-a căsătorit cu Jiang Shan care a deevnit și antrenorul ei personal. În 2008 renunță la sistemul chinez de tenis și își ia cariera în propriile maini. Până în 2012 ea fost nevoită să dea statului chinez 8% din câștigurile sale dar grație rezultatelor în 2012 i se ridică această sancțiune. Li are un trandafir tatuaj pe piept, dar l-a păstrat ascuns timp de mai mulți ani , deoarece tatuajele sunt considerate inacceptabile pe scară largă în China, în special la femei.La 19 ianuarie 2015, Li Na a anunțat că ea și soțul ei așteptau primul lor copil.Ea a dat naștere fiicei ei Alisa la 3 iunie 2015.

## Cariera de tenis

### Finale de Grand Slam

#### Simplu(2 victorii;2 finale)
|            | Anul | Turneul         | Suprafața | Oponentul           | Scorul       |
| Finalistă  | 2011 | Australian Open | Hard      | Kim Clijsters       | 6-3 3-6 3-6  |
| ---------- | ---- | --------------- | --------- | ------------------- | ------------ |
| Câștigător | 2011 | Roland Garros   | Zgură     | Francesca Schiavone | 6-4 7-6(7-0) |
| Finalistă  | 2013 | Australian Open | Hard      | Victoria Azarenka   | 6-4 4-6 3-6  |
| Câștigător | 2014 | Australian Open | Hard      | Dominika Cibulkova  | 7-6(7-3) 6-0 |

### Jocurile Olimpice de Vară-2008,meci pentru bronz
|         | Anul | Locația | Suprafața | Oponentul      | Scorul  |
| Locul 4 | 2008 | Beijing | Hard      | Vera Zvonareva | 0-6 5-7 |

### Turneul Campioanelor

#### Simplu (1 finală)
|           | Anul | Locația  | Suprafața | Oponentul       | Scorul      |
| Finalistă | 2013 | Istanbul | Hard      | Serena Williams | 6-2 3-6 0-6 |

### Wta Premier Mandatory &Premier 5

#### Simplu(1 titlu,3 finale)
|            | Anul | Turneul            | Suprafața | Oponentul        | Scorul           |
| ---------- | ---- | ------------------ | --------- | ---------------- | ---------------- |
| Finalistă  | 2012 | Italian Open       | Zgură     | Maria Sharapova  | 6-4 4-6 6-7(5-7) |
| Finalistă  | 2012 | Canadian Open      | Hard      | Petra Kvitova    | 5-7 6-2 3-6      |
| Câștigător | 2012 | Cincinnati Masters | Hard      | Angelique Kerber | 1-6 6-3 6-1      |
| Finalistă  | 2014 | Miami Masters      | Hard      | Serena Williams  |                  |